# Mill Brook (dopływ Gold River)
Mill Brook – strumień (brook) w kanadyjskiej prowincji Nowa Szkocja, w hrabstwie Lunenburg, płynący w kierunku południowo-zachodnim i uchodzący do Gold River; nazwa urzędowo zatwierdzona 17 stycznia 1951.